# آراگیوغ
آراگیوغ (به ارمنی: Արագյուղ) یک شهرک در ارمنستان است که در استان کوتایک واقع شده‌است.  در  کیلومتری شمال هرازدان، مرکز استان کوتایک واقع شده است.

## خصوصیات
آراگیوغ  ۱٬۰۸۵ نفر جمعیت دارد و در ارتفاع  متر بالاتر از سطح دریا قرار گرفته است.